# Полоз східний
Полоз східний (Pantherophis alleghaniensis) — неотруйна змія з роду Pantherophis родини Вужеві. Інші назви «жовта щуряча змія» та «техаська щуряча змія».

## Опис
Загальна довжина досягає 1,2 - 1,5 м. Тулуб стрункий, сильний, вкритий кілеватою лускою. Голова стиснута та розширена у задній частині, списоподібна. Дорослі особини глянцево чорні, за винятком білого підборіддя. Молоді полози мають блідо-сіре забарвлення з великими чорними плямами по хребту.

## Спосіб життя
Полюбляє широколистяні ліси, чагарникові зарості, вирубки, пустки, гірські ліси з кам'янистими осипами. На півдні, у посушливих районах, зустрічається у долинах річок, ярах й каньйонах. 
Це яйцекладна змія. Самка відкладає до 10 яєць.

## Розповсюдження
Мешкає у Північній Америці — від південної Канади до південних штатів США. 